# Villa Diodati
La Villa Diodati è una tenuta sita nella cittadina di Cologny, nel cantone di Ginevra, in Svizzera.

## Storia
Villa Diodati è celebre per essere stata affittata per un periodo da Lord Byron il quale vi soggiornò con Polidori nell'estate del 1816. Inoltre Mary Shelley e Percy Bysshe Shelley, accompagnati da Claire Clairmont, che avevano affittato una casa nelle vicinanze, sempre sul lago di Ginevra, erano ospiti frequenti. Nel giugno 1816 il celebre gruppo trascorse insieme nella Villa Diodati tre giorni. Vi trascorsero il tempo inventando e raccontandosi storie, due delle quali poi divennero due opere esemplari per il genere dell'horror gotico: Frankenstein di Mary Shelley e Il vampiro di Polidori, il primo racconto moderno basato sui vampiri.

## Nei media
- Le vicende di Villa Diodati avvenute nel giugno del 1816 sono alla base del soggetto del film del 1986 Gothic, diretto da Ken Russell.
- Le medesime vicende sono raccontate anche nell'ottavo episodio della dodicesima stagione del 2020 della nuova serie di fantascienza britannica Doctor Who, The Haunting of Villa Diodati.